# Łotewskie Narodowe Muzeum Sztuki
Łotewskie Narodowe Muzeum Sztuki (łot. Latvijas Nacionālais mākslas muzejs) – największe muzeum sztuki na Łotwie.

## Historia
Gdy w 1866 roku Rada miasta Rygi otrzymała dary od kolekcjonera Domenico de Robiani postanowiono stworzyć Ryską Galerię Sztuki, która została otwarta dla publiczności w 1869 roku w Rydze. W latach 1903–1905 został zbudowany nowy budynek na potrzeby Muzeum Sztuki w Rydze i Towarzystwa Promocji Sztuki. Był to pierwszy budynek w krajach bałtyckich, zbudowany specjalnie na potrzeby muzeum. Autorem projektu i pierwszym dyrektorem muzeum był niemiecki architekt i historyk sztuki Wilhelm Neumann. Gdy w 1918 roku Łotwa odzyskała niepodległość zaczęto gromadzić sztukę narodową. Oprócz Muzeum Sztuki w Rydze w latach dwudziestych XX w. istniało również mieszczące się na zamku Państwowe Muzeum Sztuki. Podczas okupacji sowieckiej  dokonano reorganizacji muzeów i po II  wojnie światowej zbiory obu muzeów zostały podzielone i usystematyzowane. Sztuka łotewska trafiła do Państwowego Muzeum Sztuki Łotewskiej i Rosyjskiej (Państwowe Muzeum Sztuki w latach 1989-2005, a obecnie Łotewskie Narodowe Muzeum Sztuki), a zagraniczne kolekcje trafiły do Państwowego Muzeum Sztuki Zachodniej Europy.
W 2000 roku Ministerstwo Kultury łącząc zbiory utworzyło muzeum, które od września 2005 roku nosi nazwę Łotewskie Narodowe Muzeum Sztuki. Pod koniec 2006 roku Łotewskie Narodowe Muzeum Sztuki otrzymało darowiznę od historyka sztuki Tatjany Suty, która stała się bazą dla otwartego 14 października 2008 roku Muzeum Romansa Suty i Aleksandry Beļcovej, które mieści się w ich dawnym mieszkaniu. Od 1 stycznia 2010 roku Muzeum Sztuki Dekoracyjnej i Designu oraz Muzeum Sztuki Zagranicznej (obecnie Muzeum Sztuki „Riga Bourse”) zostały filiami Łotewskiego Narodowego Muzeum Sztuki.

## Organizacja
Łotewskie Narodowe Muzeum Sztuki składa się z czterech oddziałow i jednej sali wystawowej:
- Łotewskie Narodowe Muzeum Sztuki
- Muzeum Sztuki Riga Bourse
- Muzeum Sztuki Dekoracyjnej i Wzornictwa
- Muzeum Romana Suty i Aleksandry Beļcovej
- Arsenāls - sala wystawowa

## Zbiory
Stałe wystawy obejmują bogatą kolekcję łotewskiej sztuki od połowy XVIII wieku do czasów współczesnych. Muzeum w swoich zbiorach posiada także dzieła twórców rosyjskich i innych przedstawicieli państw nadbałtyckich.

## Nagroda Purvītisa
Od 2008 roku jest przyznawana dwa razy w roku artystce lub grupie artystów reprezentujących Łotwę nagroda im. Purvītisa.  Zwycięzcę wybiera międzynarodowe jury. Nagroda wynosi 28 500 EUR przed opodatkowaniem jest najbardziej prestiżową i najważniejszą nagrodą artystyczną na Łotwie.